# Give Me Liberty (film, 1936)

Give Me Liberty de B. Reeves Eason est un court-métrage américain produit par Warner Bros. Pictures en 1936 ayant remporté l'Oscar du meilleur court métrage en prises de vues réelles en 1937.

## Distribution
- John Litel : Patrick Henry
- Nedda Harrigan : Doxie Henry
- Carlyle Moore Jr. : Captain Milton
- Robert Warwick : George Washington
- George Irving : Thomas Jefferson
- Boyd Irwin : British Commissioner
- Gordon Hart : Anti-Rebel Delegate Speaker
- Myrtle Stedman : Martha Washington
- Shirley Lloyd : Party Guest Giving Patrick a Violin
- Ted Osborne : Randolph Peyton
- Carrie Daumery : Party Guest
- Jesse Graves : Moses
- Wade Lane : Judge
- Charles Frederick Lindsley : Narrateur
- Wilfred Lucas : His Excellency, permitting Henry's arrest
- Jack Mower : Gentleman
- Bancroft Owen : Tom
- Paul Panzer : Man with fur hat
- Sam Rice : Convention delegate extra
- John J. Richardson : Man kneeling to trip the Commissioner
- Cyril Ring : Delegate shouting "Treason! Treason!"
- Lottie Williams : Party guest at the Henrys'
- William Worthington : Pendleton